# Archidiecezja Denver
Archidiecezja Denver (łac. Archidioecesis Denveriensis, ang. Archdiocese of Denver) – rzymskokatolicka archidiecezja metropolitalna ze stolicą w Denver, w stanie Kolorado, Stany Zjednoczone.
Archidiecezja znajduje się w regionie XIII (AZ, CO, NM, WY) i obejmuje terytorialnie Denver i hrabstwa Adams, Arapahoe, Boulder, Broomfield, Denver, Jefferson, Larimer, Logan i Weld w północnej części stanu Kolorado.
Katedrą metropolitalną jest Bazylika katedralna Niepokalanego Poczęcia NMP, na rogu Colfax Avenue and Logan Street w Denver.

## Sufraganie
Arcybiskup Denver jest również metropolitą Denver.
- Diecezja Cheyenne,
- Diecezja Colorado Springs,
- Diecezja Pueblo.

## Ordynariusze
- Joseph Projectus Machebeuf – (3 marca 1868 – 10 lipca 1889)
- Nicholas Chryzostom Matz – (10 lipca 1889 – 9 sierpnia 1917)
- John Henry Tihen – (21 września 1917 – 6 stycznia 1931)
- John Vehr Urban – (17 kwietnia 1931 – 18 lutego 1967)
- James Vincent Casey – (18 lutego 1967 – 14 marca 1986)
- James Stafford – (3 czerwca 1986 – 20 sierpnia 1996)
- Charles Chaput, OFMCap – (18 marca 1997 – 19 lipca 2011)
- Samuel Aquila – (od 2012)

### Biskupi pomocniczy
- David M. Maloney – (1961–1967)
- George Evans – (1969–1985)
- Richard Hanifen – (1974–1984)
- José Horacio Gómez – (2001–2004)
- James Conley – (2008–2012)
- Jorge Rodríguez-Novelo – (od 2016)

## Szkoły

### Szkoły średnie
- Arrupe Jesuit High School*, Denver
- Bishop Machebeuf Catholic High School, Denver
- Holy Family High School, Broomfield
- J. K. Mullen High School*, Denver
- Our Lady of the Rosary Academy*, Mountain View
- Regis Jesuit High School*, Aurora
- St. Mary's Academy*, Cherry Hills Village (All-Girls)

* Niezależne z błogosławieństwem archidiecezji

## Parafie
Parafie archidiecezji opisane na Wikipedii:
- Parafia św. Józefa w Denver (z mszą św. w języku polskim)